# زیبا و سگ‌ها
زیبا و سگ‌ها فیلمی در ژانر درام به کارگردانی کوثر بن هنیه است که در سال ۲۰۱۷ منتشر شد. این فیلم برای رقابت در بخش نوعی نگاه هفتادمین جشنواره فیلم کن انتخاب شده است.